# Orgánová soustava
Orgánová soustava či ústrojí je soubor orgánů, které vzájemně funkčně souvisejí. Například jícen, žaludek, játra a střeva slouží k rozkládání potravy na jednodušší sloučeniny, a proto jsou všechny tyto orgány označovány jako trávicí soustava. Další velice důležité soustavy jsou nervová soustava, oběhová soustava, vylučovací soustava, rozmnožovací soustava, oporná soustava (kostra) a svalstvo. Seznam článků o jednotlivých orgánových soustavách najdete v kategorii orgánové soustavy.

## Orgánové soustavy obratlovců

### Orgánové soustavy člověka
Toto je seznam nejčastěji uváděných orgánových soustav, který se však někdy může lišit. Seznam zahrnovaných orgánů není kompletní.
- Pohybová a opěrná soustava (kosti a svaly)
  - Kosterní soustava čili oporný systém (všechny kosti + klouby)
  - Svalová soustava (všechny svaly)
- Oběhová soustava čili kardiovaskulární systém (srdce a krevní cévy)
- Mízní soustava čili lymfatický systém (mízní cévy)
- Dýchací soustava (nos, hrtan, průdušnice, plíce)
- Trávicí soustava (ústní dutina (jazyk, zuby, slinná žláza), hltan, jícen, žaludek, žlučník, střevo, konečník)
- Nervová soustava (mozek, mícha, smyslové orgány, nervy)
  - Smyslová soustava
- Vylučovací soustava (ledvina, močovod, močový měchýř)
- Rozmnožovací soustava (vaječník, děloha, vagína, prsní žláza, varlata, penis)
- Soustava žláz s vnitřní sekrecí čili endokrinní soustava (žlázy s vnitřní sekrecí včetně pohlavních žláz)
- Soustava žláz s vnější sekrecí čili exokrinní soustava (žlázy s vnější sekrecí)
- Krycí soustava čili kožní soustava (kůže včetně jejích produktů)